# Мељски Хриб
Мељски Хриб (словен. Meljski Hrib) је насељено место у општини Марибор, Подравска регија, Словенија.

## Историја
До територијалне реорганизације у Словенији био је у саставу старе општине Марибор.

## Становништво
У попису становништва из 2011. године, Мељски Хриб је имао 289 становника.
| Број становника према пописима | Број становника према пописима | Број становника према пописима |
| ------------------------------ | ------------------------------ | ------------------------------ |
| 1991                           | 2002                           | 2011                           |
| 271                            | 257                            | 289                            |

Напомена: Године 1989. умањено за део насеља који је припојен насељу Малечник.